# US-amerikanische Fußballnationalmannschaft (U-18-Junioren)
Die US-amerikanische U-18-Fußballnationalmannschaft ist eine Auswahlmannschaft US-amerikanischer Fußballspieler. Sie unterliegt der United States Soccer Federation.
Die U-18 Nationalmannschaft gilt als Verbindungsglied zwischen der U-17 Nationalmannschaft und der U-20 Auswahl der USA.
Die Mannschaft nimmt an internationalen Turnieren und Freundschaftsspielen teil. Außerdem werden Lehrgänge mit Auswahlspielern veranstaltet.